# Lasaki (Kędzierzyn-Koźle)
Lasaki – część miasta Kędzierzyna-Koźla, położona nad Odrą, wzdłuż ulicy Lasoki, w obrębie osiedla administracyjnego Rogi. 
Jest to najdalej na północny zachód wysunięta część Kędzierzyna-Koźla.

## Historia
Po II wojnie światowej w Polsce. Do 1954 wchodziły w skład gromady (sołectwa) Zmudzona w zbiorowej gminie Większyce w powiecie kozielskim, od 1950 w województwie opolskim. W związku z reformą administracyjną kraju jesienią 1954 włączone do nowo utworzonej gromady Zmudzona w tymże powiecie. Gromadę Zmudzona zniesiono 1 stycznia 1958, włączając ją w granice miasta Koźla. 30 października 1975 Koźle (z Lasakami) włączono w granice miasta Kędzierzyna, przemianowanego 3 listopada 1975 na Kędzierzyn-Koźle.